# Stephania (Gattung)
Stephania ist eine Pflanzengattung in der Familie der Mondsamengewächse (Menispermaceae). Die 60 bis 69 Arten gedeihen von den Subtropen bis zu den Tropen, meist in Asien.

## Beschreibung

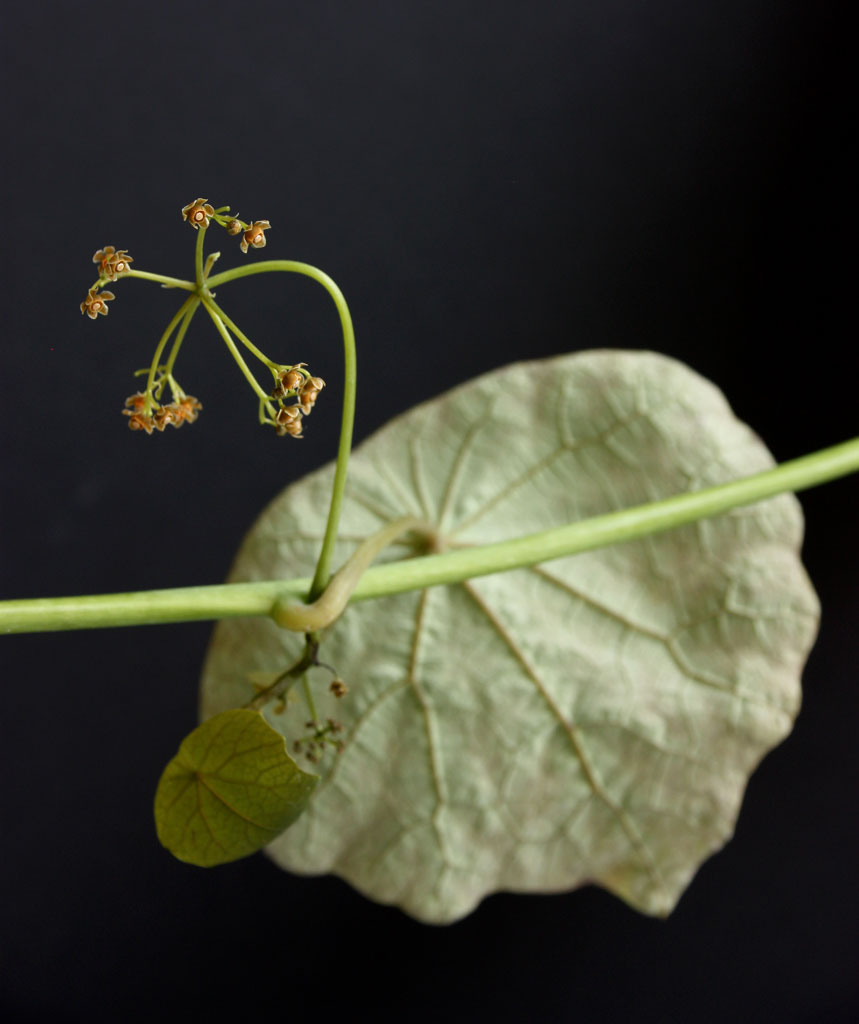
Stängel mit peltaten Laubblatt und Blütenstand von Stephania delavayi

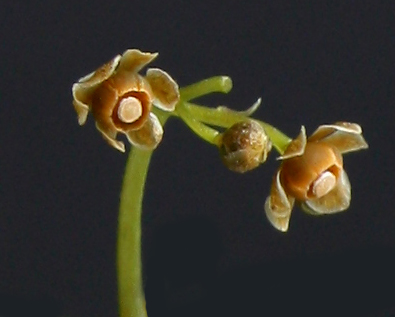
Weibliche Blüten von Stephania delavayi

### Vegetative Merkmale
Stephania-Arten wachsen als kletternde verholzende oder krautige Pflanzen (Lianen). Es werden knollige Wurzeln gebildet, die manchmal über dem Boden zu sehen sind. Die sind etwas windend.
Die wechselständig und spiralig angeordneten Laubblätter sind in Blattstiel und Blattspreite gegliedert. Die oft sehr langen Blattstiele sind an beiden Enden angeschwollen. Die krautigen, selten häutigen oder leicht ledrigen Blattspreiten sind einfach, mehr oder weniger deltoid oder peltat und fiedernervig. Der Blattrand ist glatt. Nebenblätter fehlen.

### Generative Merkmale
Stephania-Arten sind zweihäusig getrenntgeschlechtig (diözisch). Seitenständig oder auf Ästen, selten aus dem Stamm entwickeln sich meist doldenähnliche, zymöse, manchmal kopfige oder selten thyrsoide Blütenstände. Es sind meist Blütenstiele vorhanden.
Die eingeschlechtigen Blüten sind meist klein, unscheinbar und drei- bis vierzählig. Die männlichen Blüten besitzen: meist zwei, selten einen symmetrischen Kreis aus drei oder vier Kelchblättern, die höchstens an der Basis verwachsen sind; je drei oder vier Kronblätter in meist einem, selten zwei Kreisen oder sie fehlen selten; es sind meist vier (zwei bis sechs) fertile Staubblätter vorhanden, die mit den Kronblättern verwachsen sind. Die weiblichen Blüten besitzen: je einen symmetrischen Kreis aus drei bis vier Kelch- und Kronblättern oder asymmetrisch ein (oder zwei) Kelch- und zwei (oder drei) Kronblätter, wobei die Kronblätter grün, weiß oder gelb sein können; ein fast eiförmiges, freies Fruchtblatt; Staminodien fehlen. Von den zwei Samenanlagen entwickelt sich nur eine.
Die rot oder orange-rot reifende Steinfrucht ist fast kugelig, 4 bis 6 mm lang und etwas abgeflacht auf beiden Seiten mit Narben der Griffel an ihrer Basis. Die hufeisenförmigen Samen besitzen ein fleischiges Endosperm und einen hufeisenförmigen Embryo.
Die nur für einige Arten ermittelten Chromosomengrundzahlen betragen n = 11, 12, 13.

## Systematik und Verbreitung
Die Gattung Stephania wurde 1790 durch João de Loureiro in Flora Cochinchinensis, Volume 2, Seiten 598, 608 aufgestellt. Der Gattungsname Stephania ehrt den deutsch-russischen Botaniker Christian Friedrich Stephan (1757–1814). Ein Homonym ist Stephania Willd. veröffentlicht in Species Plantarum, Editio quarta, 2, 1, 1799, S. 239. Synonyme Stephania Lour. sind: Clypea Blume, Echinostephia (Diels) Domin, Homocnemia Miers, Ileocarpus Miers, Perichasma Miers, Stenaphia A.Rich., Styphania C.Muell.
Die Gattung Stephania gehört zur Tribus Menispermae in der Familie der Mondsamengewächse (Menispermaceae).
Stephania-Arten gedeihen von den Tropen bis zu den Subtropen. Die meisten der etwa 60 Arten kommen im tropischen Asien vor. Einige Arten gibt es in Afrika, wenige in Ozeanien. In China kommen 37 Arten vor, davon 30 nur dort.
Es gibt 60 bis 69 Arten in der Gattung Stephania (Auswahl):
| - Stephania abyssinica (Quart.-Dill. & A.Rich.) Walp. - Stephania bancroftii F.M.Bailey - Stephania brachyandra Diels: Sie kommt im südöstlichen Yunnan und in Myanmar vor. - Stephania brevipedunculata C.Y.Wu & D.D.Tao: Sie gedeiht an Hängen in Höhenlagen von 2000 bis 2400 Metern nur in Gyirong sowie Nyalam im südlichen Tibet. - Stephania cephalantha Hayata: Sie kommt in weiten Teilen Chinas und Taiwan vor. - Stephania chingtungensis H.S.Lo: Sie kommt nur im südlichen Yunnan vor. - Stephamia corymbosa (Blume) Walp. - Stephania delavayi Diels: Sie kommt im südlichen Guizhou, im südlichen Sichuan und in Yunnan vor. - Stephania dentifolia H.S.Lo & M.Yang: Sie kommt nur im südwestlichen Yunnan vor. - Stephania dicentrinifera H.S.Lo & M.Yang: Sie gedeiht nur an steinigen Standorten in Wäldern im östlichen und westlichen Yunnan nur in Fengqing sowie Lincang. - Stephania dielsiana Y.C.Wu: Sie kommt in Guangdong, Guangxi, im südlichen Guizhou und im südlichen Hunan vor. - Stephania dolichopoda Diels: Sie kommt im nordöstlichen Indien, im südwestlichen Guangxi und im südlichen Yunnan vor. - Stephania ebracteata S.Y.Zhao & H.S.Lo: Dieser Endemit gedeiht in Höhenlagen von etwa 2500 Metern nur in Miyi in Sichuan. - Stephania elegans Hook.f. & Thomson: Sie kommt im nordöstlichen Indien, in Nepal und in Yunnan nur in Tengchong sowie Zhenyuan (Pu’er) vor. - Stephania epigaea H.S.Lo: Sie kommt im südlichen Guizhou, südlichen Sichuan und in Yunnan vor. - Stephania excentrica H.S.Lo: Sie kommt im westlichen Fujian (nur im Wuyi-Gebirge), im nördlichen und westlichen Guangxi, in Guizhou (nur in Guiping), im südwestlichen Hubei, im nordwestlichen Hunan, in Jiangxi (nur in Jinggangshan) und im zentralen, östlichen bis südöstlichen Sichuan vor. - Stephania glabra (Roxb.) Miers: Sie kommt im östlichen, nordwestlichen sowie südlichen Indien, in Bangladesch, Nepal, Myanmar, Thailand und im südlichen Tibet (nur in Gyirong sowie Nyalam) vor. - Stephania gracilenta Miers: Sie kommt in Nepal und in Nyalam im südlichen Tibet vor. - Stephania hainanensis H.S.Lo & Y.Tsoong: Sie kommt in Hainan vor. - Stephania herbacea Gagnep.: Sie kommt in den chinesischen Provinzen Guizhou, westliches Hubei, Hunan, südöstliches sowie südwestliches Sichuan vor. - Stephania intermedia H.S.Lo: Dieser Endemit gedeiht auf steinigen Hängen in heißen Tälern nur in Gejiu in Yunnan. - Stephania japonica (Thunb.) Miers: Die etwa drei Varietäten sind in Sri Lanka, Indien, Bangladesch, Nepal, Myanmar, Korea, Laos, (vielleicht Vietnam), Thailand, Japan, in weiten Teilen Chinas, Malaysia, auf Java, in Australien und auf Pazifischen Inseln weitverbreitet. - Stephania kaweesakii Jenjitt. & Ruchis. Ist in Südostasien verbreitet. - Stephania kuinanensis H.S.Lo & M.Yang: Dieser Endemit kommt nur in Longzhou in Guangxi vor. - Stephania kwangsiensis H.S.Lo: Sie gedeiht im tropischen Karst in den chinesischen Provinzen Guangxi sowie südöstliches Yunnan. - Stephania lincangensis H.S.Lo & M.Yang: Dieser Endemit gedeiht in Strauchvegetation an sonnigen Hängen nur in Lincang in Yunnan. - Stephania longa Lour.: Sie kommt in Laos, Taiwan und in den chinesischen Provinzen Fujian, Guangdong, Guangxi, Hainan sowie südöstliches Yunnan vor. - Stephania longipes H.S.Lo: Sie kommt nur im südwestlichen Yunnan vor. - Stephania macrantha H.S.Lo & M.Yang: Dieser Endemit gedeiht in Strauchvegetation auf Kalksteinhügeln in Höhenlagen von etwa 1400 Metern nur in Biyang in Yunnan. - Stephania mashanica H.S.Lo & B.N.Chang: Sie gedeiht im tropischen Karst in Guangxi nur in Du’an, Mashan sowie Yishan. - Stephania merrillii Diels: Dieser Endemit kommt nur auf der Insel Lan Yu, die zu Taiwan gehört, vor. - Stephania micrantha H.S.Lo & M.Yang: Dieser Endemit gedeiht im tropischen Karst nur in Longzhou in Guangxi. - Stephania miyiensis S.Y.Zhao & H.S.Lo: Dieser Endemit kommt nur in Miyi in Sichuan vor. - Stephania officinarum H.S.Lo & M.Yang: Sie kommt in Yunnan nur in Gengma sowie Lincang vor. - Stephania renifolia Forman - Stephania rotunda Lour. - Stephania sinica Diels: Sie gedeiht an Rändern von Waldlichtungen in den chinesischen Provinzen nördliches Guizhou, südwestliches bis westliches Hubei, Hunan, zentrales, östliches sowie südliches Sichuan und nordöstliches Yunnan. - Stephania suberosa Forman - Stephania subpeltata H.S.Lo: Sie gedeiht in Strauchvegetation in den chinesischen Provinzen Guangxi (nur in Longlin), Sichuan (nur in Miyi) und Yunnan (nur in Chenggao, Weixi, Wenshan sowie Yangbi). - Stephania succifera H.S.Lo & Y.Tsoong: Sie gedeiht an steinigen Standorten in Wäldern in Hainan. - Stephania sutchuenensis H.S.Lo: Dieser Endemit gedeiht in Wäldern in Sichuan nur im Emei Shan und seiner Umgebung. - Stephania tetrandra S.Moore: Sie kommt in Taiwan und in den chinesischen Provinzen Anhui, Fujian, Guangdong, Guangxi, Hainan, Hubei, Hunan, Jiangxi sowie Zhejiang vor. - Stephania tuberosa Forman - Stephania venosa (Blume) Spreng - Stephania viridiflavens H.S.Lo & M.Yang: Sie gedeiht auf Kalksteinhügeln in den chinesischen Provinzen zentrales sowie südwestliches Guangxi, südliches Guizhou und südöstliches Yunnan. - Stephania yunnanensis H.S.Lo: Die zwei Varietäten kommen nur in Yunnan vor. |

## Nutzung
Sie enthalten über 50 verschiedene Alkaloide. Drogen aus den knolligen Wurzeln werden in der traditionalen chinesischen Medizin und als lokale Medizin verwendet. Es wird oft als Fischgift genutzt.

## Weiterführende Literatur
- Daotao Xie, Jiayong He, Jianming Huang, Hui Xie, Yaqin Wang, Yun Kang, Florian Jabbour, Jixian Guo: Molecular phylogeny of Chinese Stephania (Menispermaceae) and reassessment of the subgeneric and sectional classifications. In: Australian Systematic Botany, Volume 28, Issue 4, 2015, S. 246–255. doi:10.1071/SB14023
- Aiping Meng, Zigang Zhang, Jianqiang Li, Louis Ronse De Craene, Hengchang Wang: Floral development of Stephania (Menispermaceae): impact of organ reduction on symmetry. In: International Journal of Plant Sciences, Volume 173, 2012, Issue 8, S. 861–874. doi:10.1086/667235
- Sovanmoly Hul, Chhavarath Dary, Frédéric Jacques, Evelyne Ollivier, Siya Bun, Sun Kaing Cheng, Kim Sothea, Youleang Peou, Florian Jabbour: The world checklist of Stephania (Menispermaceae), with notes on types. In: Phytotaxa, Volume 292, Issue 2, März 2017, S. 101–118. doi:10.11646/phytotaxa.298.2.1